# Ковыль песчаный
Ковыль песчаный (лат. Stipa pennata subsp. sabulosa) — подвид растений вида Ковыль перистый рода Ковыль семейства Злаки.

## Биология вида
Гемикриптофит. Плотнодернинный злак до 1,1 м высотой. Стебли голые или слабо-шероховатые под узлами. Стеблевые листья 4-16 см длиной и до 1,2-3 мм шириной, снаружи остро-шерстная от отогнутых щетинок. Бесплодные колосья сизовато-зеленые, 10-15 см длиной, короче стебля; листья снизу голые и гладкие, сверху голые или слегка шероховатые; язычки яйцевидно-продолговатые, с оттянутой треугольной верхушкой. Веник с 8-17 колосьев; её ось 11-18 см длиной, голый, на нижнем узле с кисточкой волосков; колосковые чешуи с 5-7,5 см длиной; нижняя цветочная чешуя 17-21 мм длиной, две краевые полоски волосков не доходят до основания ости, средняя значительно длиннее боковые; ость в нижней закрученная частично шероховатая, в верхней — перистая; голая часть ости желтоватая, позже коричневая. Цветёт в мае-июне. Плодоносит в июне-июле. Размножается семенами.

## Распространение
Центральная и Восточная Европа, Предкавказье, Сибирь, север Средней Азии.

### Распространение на Украине
На Украине — Полесье, боровая терраса Днепра, Восточная Лесостепь, речные и приморские пески степной части страны. По регионам: Киевская, Сумская, Черкасская, Днепропетровская, Харьковская, Донецкая, Луганская, Херсонская, Запорожская области, АР Крым. Популяции встречаются спорадически, занимают небольшую площадь, что связано с экологическими особенностями вида. При благоприятных условиях, особенно отсутствии значительного выпаса, достигает уровня доминанта.

### Условия местообитания
Сухие бедные псамофитно-степные ценозы боровых песчаных террас и приморских песков. В Степной зоне встречается также на супесчаных почвах, по склонам балок. Ксерофит, псаммофит.

## Угрозы, охрана
Угрозами являются антропогенные: перевыпас скота, разработка песчаных карьеров, облесение территории. Природные: узкая эколого-ценотических амплитуда, низкая конкурентная способность. При условии заповедного режима, после пастбищной демутации, восстанавливаются относительно хорошо, но на последующих стадиях сукцессии исчезает. Занесен в Красную книги Украины, природоохранный статус — «уязвим». Охраняется в Луганском и Украинском степном (отделение «Стрельцовская степь») ПО и других охраняемых объектах.

## Синонимика
- Stipa anomala P.A.Smirn. (1930) — Ковыль уклоняющийся
- Stipa borysthenica Klokov ex Prokudin (1951) — Ковыль днепровский
- Stipa borysthenica subsp. germanica (Endtm.) Martinovský & Rauschert (1977)
- Stipa borysthenica var. germanica (Endtm.) Dengler (2000)
- Stipa borysthenica var. marchica (Endtm.) Rauschert (1978)
- Stipa germanica (Endtm.) Klokov (1976), nom. inval.
- Stipa joannis subsp. germanica Endtm. (1962)
- Stipa joannis var. marchica Endtm. (1976)
- Stipa joannis subsp. sabulosa (Pacz.) Lavrenko (1934)
- Stipa pennata var. anomala (P.A.Smirn.) Tzvelev (1974)
- Stipa pennata f. sabulosa Pacz. (1914)basionym
- Stipa sabulosa (Pacz.) Sljuss. (1963), nom. superfl.[4]